# Natividad Gálvez García
Natividad Gálvez García es una filóloga, profesora de lengua y literatura españolas y traductora, especializada en griego moderno. En 1988 recibió el Premio Nacional de traducción por La tercera boda, de Costas Taktsís. 
Fue directora del Instituto Cervantes de Atenas y del Centro Europeo de Traducción Literaria (EKEMEL).
Ha traducido al español obras de Menis Kumandareas, Rhea Galanaki, Lena Divani, Kostas Taktsis o Nikos Kawadías. 
También ha participado junto a traductores como Kyriakos Filipidis, M. Furnari, Dimitris Filipis, Tasía Hadzi, Costis Yurgos o Ismini Kansien en la versión griega de obras de José Ortega y Gasset, Luis Rojas Marcos, Jaime Vicens Vives, Mario Vargas Llosa, Paloma Díaz Mas, Francisco de Quevedo.